# ラゾバザム
ラゾバザム（Razobazam（INN））はベンゾジアゼピン誘導体である薬物である。その作用機序はほとんどのベンゾジアゼピン系薬物とは全く異なるようで、動物実験ではスマートドラッグとしての作用を示す。

## 関連記事
- ベンゾジアゼピン
- ゾメバザム